# Christian Merli
Christian Merli (* 12. srpen 1972, Trento, Itálie) je italský automobilový závodník a závodník na zimních skútrech. Je účastník mistrovství Evropy v závodech automobilů do vrchu v kategorii 2 se sportovním prototypem Osella FA30 EVO LRM Zytek. Christian Merli je pětinásobným mistrem Evropy v závodech automobilů do vrchu v kategorii 2 (2018, 2019, 2021, 2022, 2023).

## Závodní kariéra

### Začátky jezdecké kariéry
Christian Merli se narodil v roce 1972 v Trentu pod legendárním vrcholem Monte Bondone, kde se jezdí závod do vrchu Trento-Bondone od roku 1925. Jeho závodní kariéra začala vzkvétat při závodech sněžných skútrů, velmi populární disciplíny na severu Itálie, kde se od roku 1993 pravidelně umísťoval na předních příčkách. O letní pauze, mezi jednotlivými sezónami skútrařského šampionátu, vyplňoval svůj čas závody do vrchu, rally a závody na okruzích s vozy Peugeot 205 GTi a Peugeot 106. V sezóně 2004 si poprvé vyzkoušel jízdu se sportovním prototypem Lucchini P3-95M BMW u týmu Franze Tschagera při domácím závodě Trento-Bondone a od té chvíle se při závodech do vrchu objevuje jen v nejvyšší kategorii sportovních prototypů.

### 2005
S týmem někdejšího mistra Evropy v závodech automobilů do vrchu v kategorii 2 Franze Tschagera také startoval v sezóně 2005 v mistrovství Evropy v závodech automobilů do vrchu, kdy absolvoval kompletní program kontinentálního šampionátu s Osellou PA20s BMW. Mnozí zaznamenali jeho talent, už v první sezóně mezi evropskou elitou dokázal porážet Otakara Krámského či Giulia Regosu a svými časy byl blízko i tehdejšímu mistru Evropy v závodech automobilů do vrchu – Simone Faggiolimu.

### 2006 - 2007

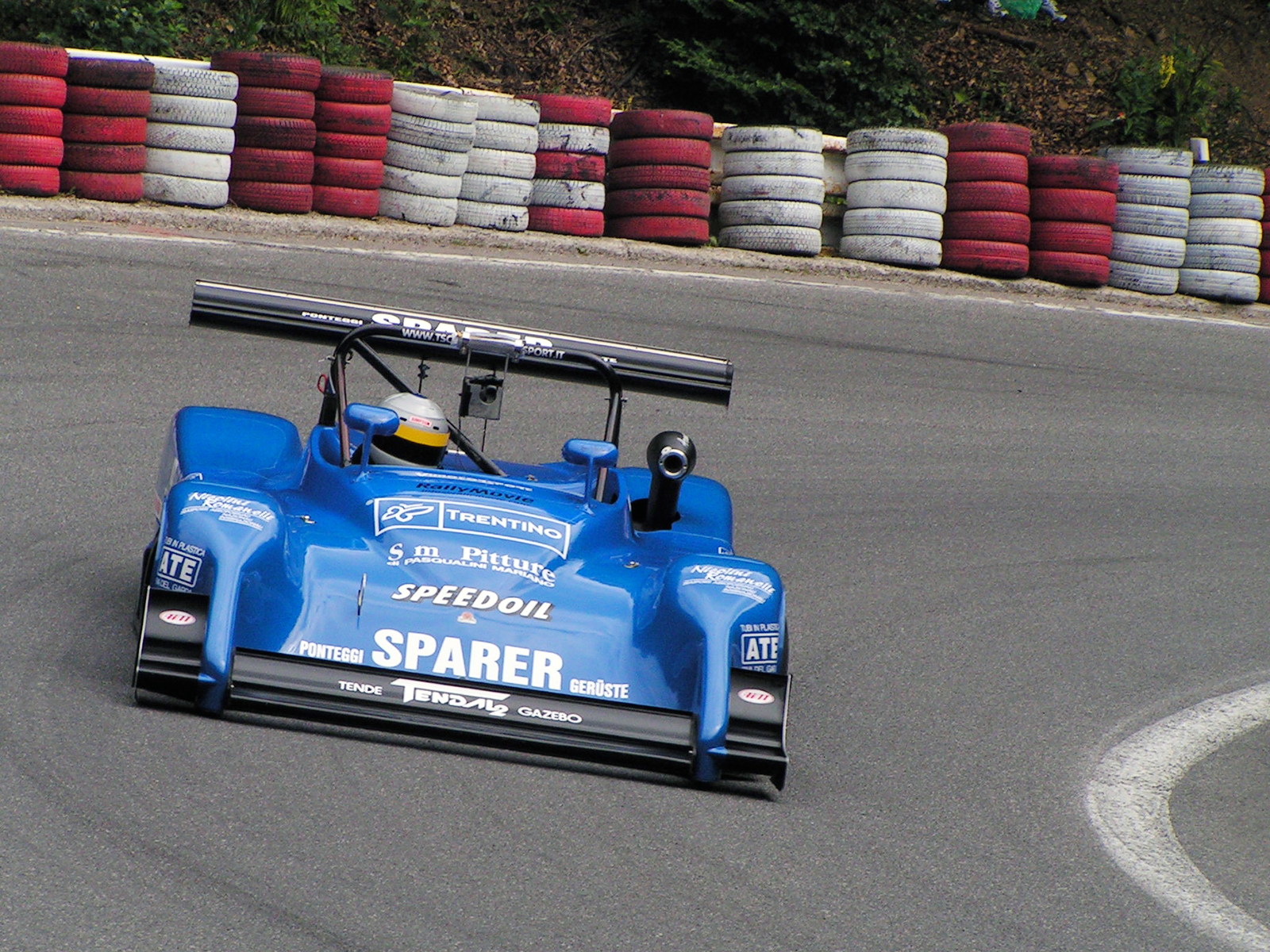
Pezinská Baba 2005, Christian Merli, Osella PA20 BMW

Další sezóny se Christian Merli rozhodl pro starty v italském vrchařském šampionátu. Výborná konkurence na domácích vrších ho nutila ke zlepšování. Od sezóny 2006 se pravidelně potkával na závodech do vrchu s Davidem Baldim, Simone Faggiolim, Pasquale Irlandem či Denny Zardem. V sezónách 2006 a 2007 bojoval o úspěch s dvoulitrovým sportovním protototypem Osella PA21s Honda a výsledkem jeho snažení byla konečná druhá příčka v celkovém hodnocení šampionátu za Simone Faggiolim.

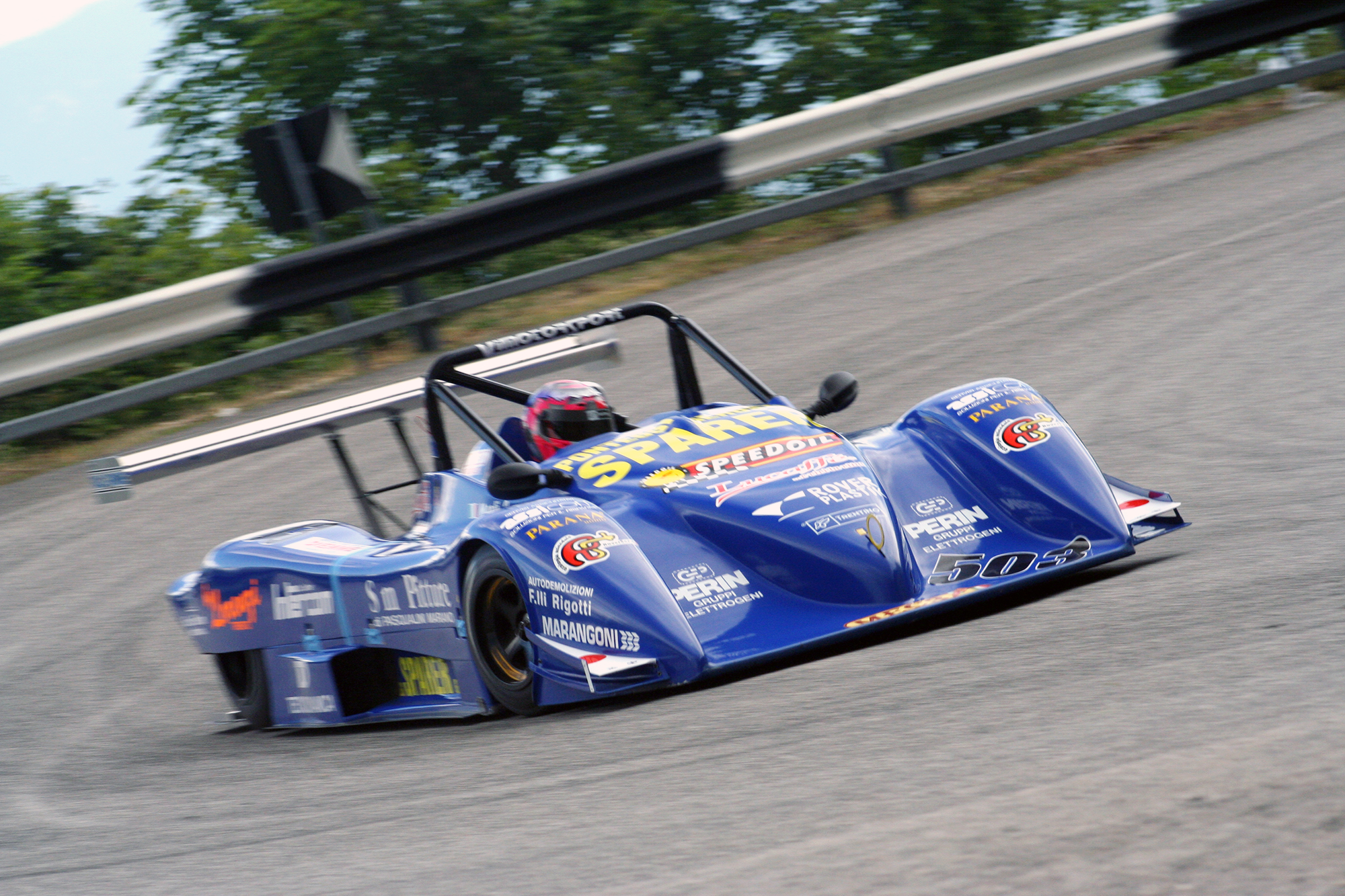
Rieti 2006, Christian Merli, Osella PA21s Honda

### 2008 - 2011
Do nejvyšší kategorie italských závodů do vrchu se vrátil v sezóně 2008, kdy osedlal monopost Lola B99/50, tedy formuli F3000, jenž v té době představovala techniku s níž bylo možné absolutně vyhrát italský šampionát. Christianu Merlimu se s Lolou podařilo zopakovat druhé místo v italském šampionátu, ke kterému přidal dílčí vítězství v závodech i v sezóně 2009. Koncem sezóny 2009 dostal nabídku od Franze Tschagera podílet se na vývoji nového sportovního prototypu Picchio P4 Turbo, který chtěla značka Picchio nasadit proti Oselle FA30 a Simone Faggiolimu. Nový vůz Christiana Merliho zaujal a on přijal nabídku na post továrního jezdce. Sezóna 2010 se stala sezónou vývojovou a Christian Merli se spolu s týmem Frantze Tschagera snažil vůz odladit, tak aby byl konkurenceschopný. Netradiční koncepce vozu s karbonovým šasi, propracovanou aerodynamikou a přeplňovanou pohonnou jednotkou byla rychlá, ale Christiana Merliho srážely z předních příček četné technické potíže. Situace se výrazně změnila v sezóně 2011, kdy se Christian Merli dokázal prosadit a vyhrál absolutně dva závody CIVM (Chamionato italiano velocita montagna – mistrovství Itálie v závodech automobilů do vrchu), ovšem v celkovém hodnocení šampionátu to opět stačilo jen na druhou příčku za Simone Faggiolim, nicméně Christian Merli byl vítězem ve skupině dvoumístných sportovních prototypů (E2B).

### 2012
Po sezóně 2011 Christian Merli odešel od týmu Picchio a vydal se vlastní cestou v italském vrchařském šampionátu, pokračoval s vlastním týmem a s lehkým sportovním prototypem Radical ProSport a byť ve svém voze neměl dostatek výkonu proti dvoulitrovým prototypům dokázal vyhrávat. V konečném hodnocení italského vrchařského šampionátu zvítězil ve skupině E2B (skupina dvoumístných sportovních prototypů) a v celkovém hodnocení italského vrchařského mistrovství – CIVM 2012 získal opět druhé místo za Simone Faggiolim.

### 2013

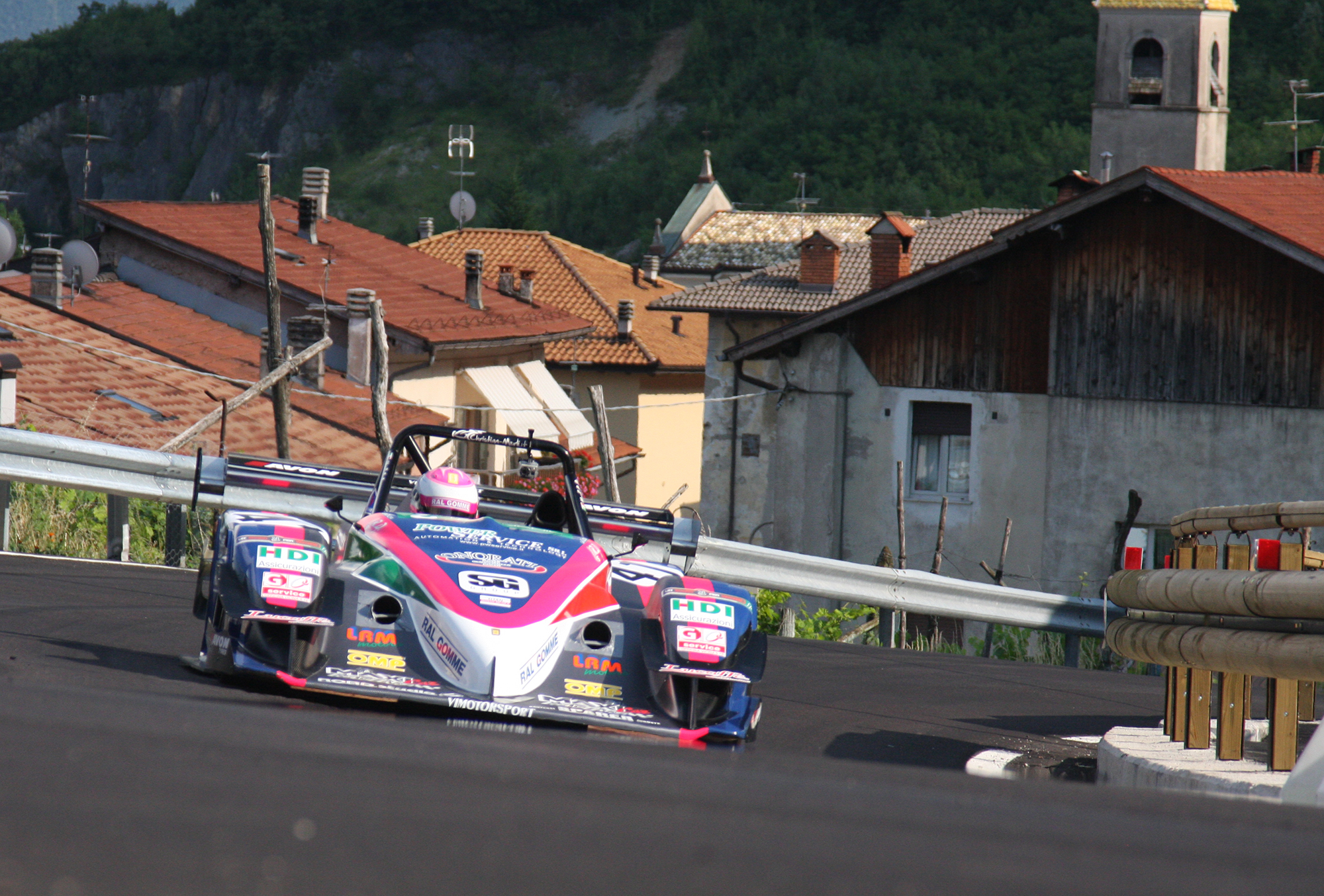
Trento-Bondone 2013, Chrsitian Merli, Osella PA2000 Honda

Christian Merli se pro sezónu 2013 vrátil do sportovního prototypu ke značce Osella. Jeho kroky směřovaly do kokpitu Osella PA2000 Honda s dvoulitrovým atmosférickým motorem a velmi příznivým poměrem váha/výkon, což bylo hlavní předností vozidla. Vůz byl připraven podle FIA evropských předpisů pro skupinu E2-SC a Christian Merli pokračoval v soubojích v italském vrchařském šampionátu. S tovární podporou Osella Engineering představil s Osellou PA2000 Honda novou filozofii, s níž se mu dařilo porážet větší a těžší speciály s třílitrovými výkonnějšími motory. Na Osellu FA30 Zytek, kterou řídil Simone Faggioli, však nestačil. Christian Merli skončil v sezóně 2013 druhý v celkovém hodnocení CIVM i přes celkových šest vítězství v jednotlivých závodech a jako vítěz skupiny dvoumístných sportovních prototypů (E2B).

### 2014
Rok 2014 představoval pro Christiana Merliho velkou změnu. Naplno spojil své jezdecké umění s továrnou Enza Oselly a stává se z něho tovární jezdec Osella Engineering. Stále ovšem servisoval svůj vůz u vlastního týmu, ale k dispozici měl inženýry Osella Engineering Srl. a pneumatikářské firmy Avon Tyres. Christianu Merlimu uvolnil místo u Oselly odchodem k francouzské Normě Simone Faggioli. Christian Merli v sezóně 2014 zkoušel najít recept na Simone Faggioliho s upraveným vozem Osella PA2000 EVO Honda, tedy s dvoulitrovým atmosférickým motorem a novými aerodynamickými úpravami. Christian Merli s Osellou PA2000 EVO pokračoval ve výborných výsledcích, což potvrzovaly dosažené časy v závodech, porážel všechny soupeře, jen Simone Faggioliho se mu překonat nedařilo i když byl svými časy velmi blízko. Sezónu završil Christian Merli opět jako druhý nejrychlejší v celkovém hodnocení italského vrchařského mistrovství – CIVM 2014 a stejně tak ve skupině dvoumístných sportovních prototypů (E2B).

### 2015
Výborné výsledky ze závěru sezóny 2014 prohloubily spolupráci Christiana Merliho s týmem Osella Engineering, pro další sezónu tým nasadil novou evoluci Oselly FA30 s označením EVO. Byla to reakce na nemožnost použít motor většího obsahu v typu Osella PA2000 EVO a Christian Merli byl opět pověřen spoluprací při vývoji. Osella FA30 EVO používala v první fázi pohonnou jednotku RPE, osmiválcový prototypový motor vyznačující se lehkou konstrukcí. Sezóna 2015 byla ve znamení vývoje celého vozu a Christian Merli bojoval v italském vrchařském šampionátu CIVM a ve vybraných závodech mistrovství Evropy v závodech automobilů do vrchu. V dílčích závodech se Christianu Merlimu podařilo potvrdit rychlost jeho nového vozu, ale také jeho tým trápila nespolehlivost nové pohonné jednotky. Konečným výsledkem sezóny 2015 bylo pro Christiana Merliho druhé místo v absolutním hodnocení italského šampionátu závodů do vrchu CIVM a vítězství ve skupině monopostů E2M.

### 2016

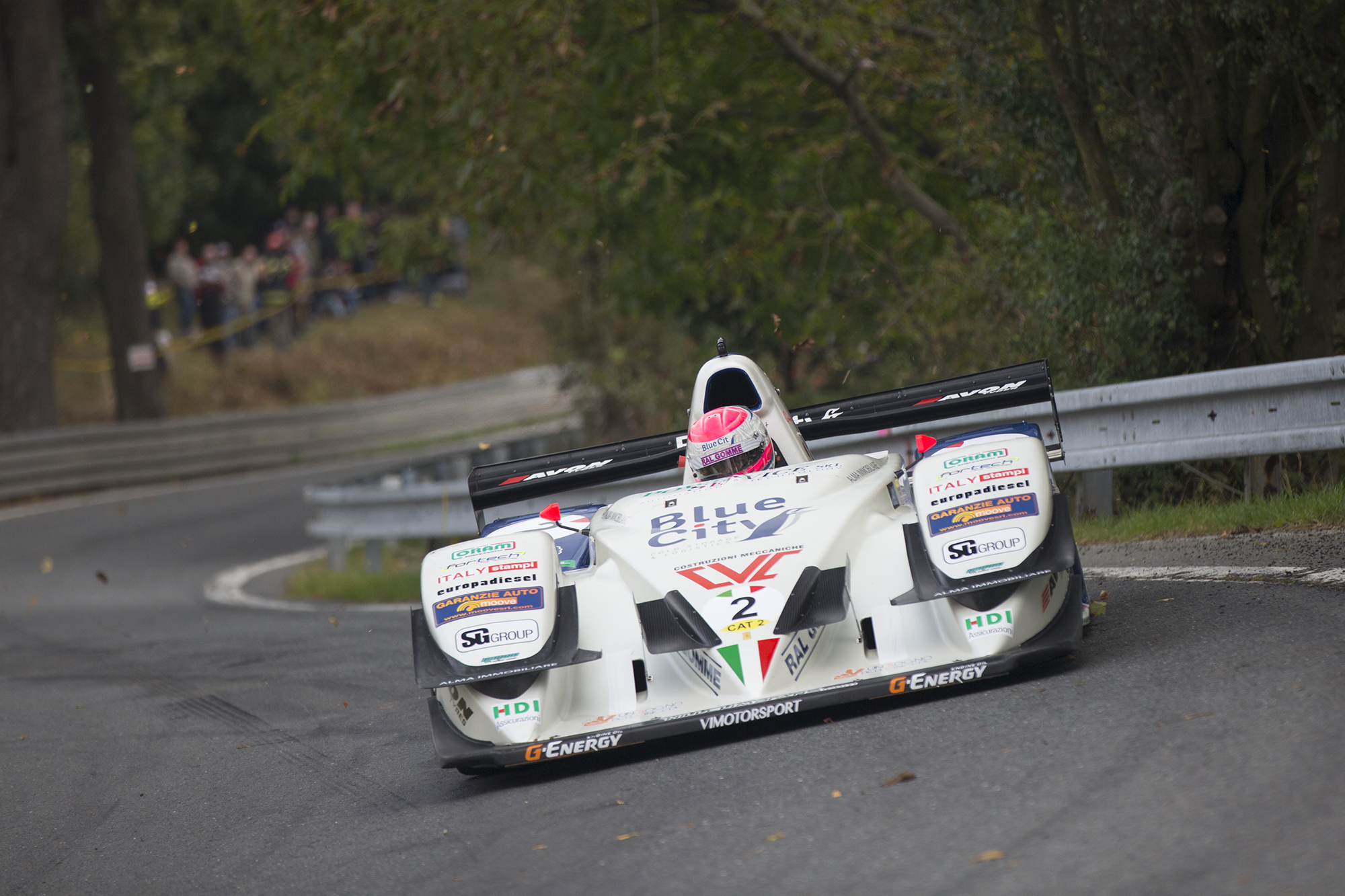
Ecce Homo Masters 2016, Christian Merli, Osella FA30 Zytek

Nadějné výsledky sezóny 2015 byly základem pro rozhodnutí pro účast týmu Osella Engineering a Christiana Merliho v kompletním kalendáři mistrovství Evropy v závodech automobilů do vrchu. Christian Merli se vrátil po 11 letech na tratě kontinentálního šampionátu a jediným vážným soupeřem o zisk titulu vrchařského mistra Evropy mu byl opět Simone Faggioli. V nepřímém boji (Christian Merli s monopostem Osella FA30 RPE patřil do skupiny E2-SS a Simone Faggioli bodoval ve skupině E2-SC se sportovním prototypem Norma M20FC Zytek) se po čas celého mistrovství dělili o první pozici průběžného pořadí, tedy o šanci na zisk titulu vrchařského mistra Evropy. Rozhodnutí padlo až při slovinském závodě v Ilirské Bistrici, kde Simone Faggioli nastoupil s vozem Osella FA30 Zytek ve stejné skupině E2-SS a v přímém souboji porazil Christiana Merliho a získal tak rozhodující náskok pro vítězství v celém šampionátu v rámci kategorie 2. Christian Merli skončil v sezóně 2016 druhý jako vicemistr Evropy v závodech automobilů do vrchu v kategorii 2.

### 2017
Pokračování spolupráce Osella Engineering a Christiana Merliho v sezóně 2017 přineslo další posun v rychlosti při závodech mistrovství Evropy v závodech automobilů do vrchu. Třetí sezóna Christiana Merliho v kontinentálním vrchařském šampionátu přinesla velký posun v dosahovaných časech, které přišly i díky změně pohonné jednotky Oselly FA30, která byla opatřena osmiválcovým motorem Zytek v úpravě společnosti Fortech. Christian Merli zaznamenal celkově 7 traťových rekordů na vrchařských závodech mistrovství Evropy. Christian Merli zvítězil v šesti závodech v absolutním pořadí, nicméně díky ztrátě ve francouzském Mont Dore (jel jen za poloviční bodové hodnocení pro nedostatek startujících ve skupině E2-SS) a nedokončeném závodě v Ilirské Bistrici (technický problém během druhé závodní jízdy) zaostal v hodnocení kategorie 2 za Simone Faggiolim a získal podruhé za sebou trofej FIA a celkové druhé místo v šampionátu mistrovství Evropy v závodech automobilů do vrchu 2017.

### 2018
V sezóně 2018 zaznamenal Christian Merli nejlepší výsledek své vrchařské kariéry, když se mu podařilo s podporou Osella Engineering docílit titulu mistra Evropy v závodech automobilů do vrchu v kategorii 2. V rámci skupiny E2-SS nastupoval v průběhu celé závodní sezóny s prototypem Osella FA30 EVO Zytek LRM. V roce 2018 se stal jednoznačným vítězem ve své kategorii, když se mu podařilo zvítězit v deseti závodech sezóny v rámci skupiny E2-SS a zároveň zajel 8 absolutních traťových rekordů v rámci závodů ME (Col Saint Pierre ; Rampa da Falperra ; Subida Al Fito ; Ecce Homo Šternberk ; Glasbach ; Ascoli Piceno ; Dobšinský kopec ; Limanowa ). Spolu s evropským programem dokázal v sezóně 2018 Christian Merli absolvovat i většinu závodů z domácího italského šampionátu a v dramatickém závěru, kde rozhodoval každý bod v hodnocení CIVM, triumfoval i v italském vrchařském šampionátu v celkové klasifikaci. Zlatou tečku za povedenou sezónou udělat při říjnovém závodě FIA Hill Climb Masters 2018 v italském Gubbiu, kdy si poradil se všemi účastníky v rámci kategorie 4 i celého startovního pole a nejrychlejším časem dne a novým traťovým rekordem si zajistil zlatou medaili z tohoto závodu šampionů.

### 2019
Obhajoba evropského titulu v kategorii II. ze sezóny 2018 byla hlavním cílem Christiana Merliho v roce 2019, kdy opět startoval v rámci mistrovství Evropy v závodech automobilů do vrchu. V první polovině sezóny nenašel ve skupině E2-SS přemožitele a ve všech pěti odjetých podnicích zvítězil. K vítězství přidal i čtyři nové traťové rekordy (Col Saint Pierre ; Rechberg ; Rampa da Falperra ; Ecce Homo Šternberk ). Stejných výsledků dosáhl i v druhé polovině a s maximálním bodovým ziskem a celkovým počtem deseti vítězství ve skupině E2-SS se stal společně s Italem Simonem Faggioli mistrem Evropy FIA Mistrovství Evropy v závodech automobilů do vrchu v kategorii 2. Christian Merli se tím stal dvojnásobným držitelem mistra Evropy v závodech automobilů do vrchu.

### 2021

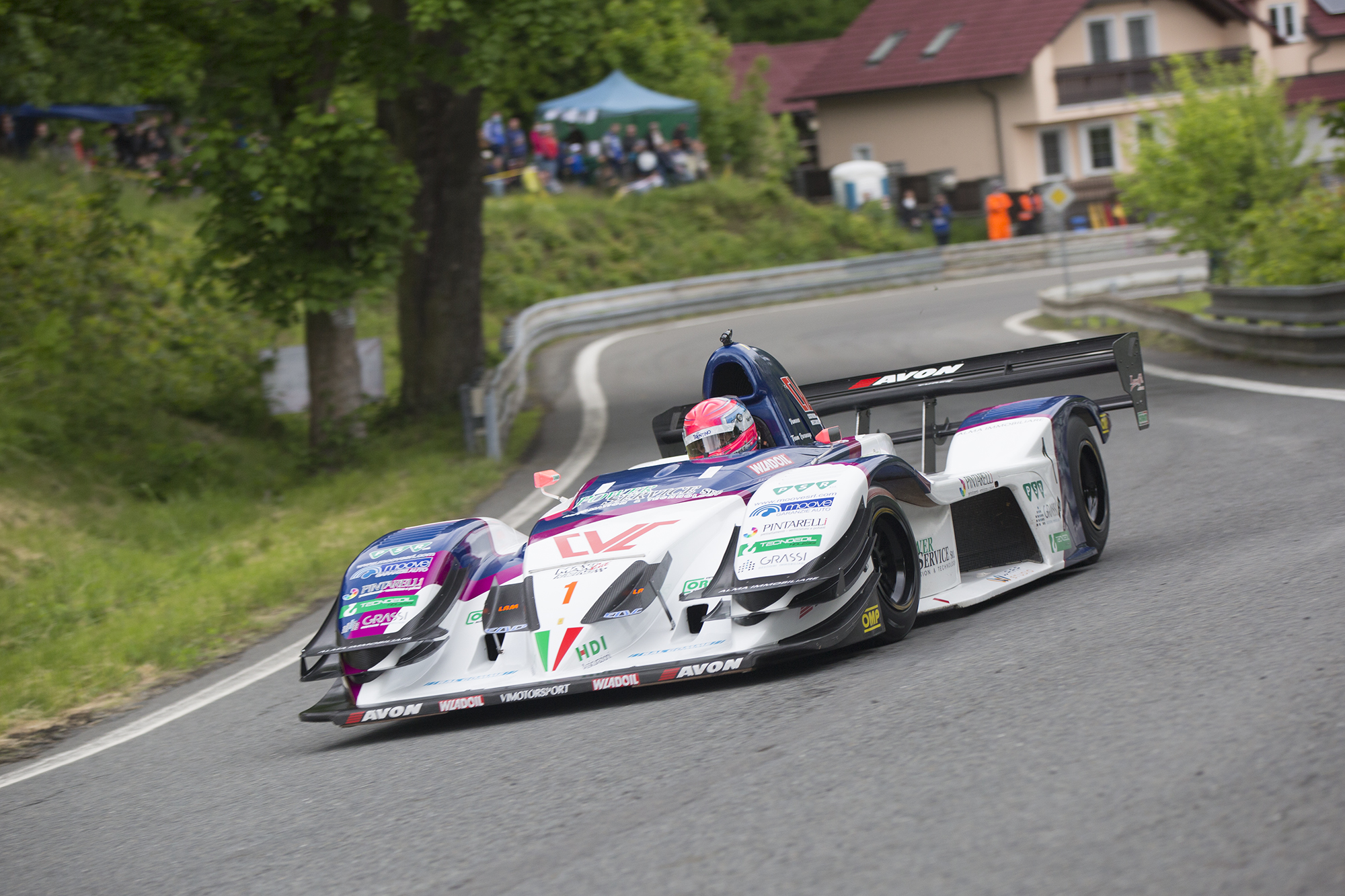
Ecce Homo Šternberk 2021, Christian Merli, Osella FA30 LRM

V roce 2021 se Christian Merli stal potřetí mistrem Evropy v kategorii II v rámci mistrovství Evropy závodů automobilů do vrchu. Merli absolutně dominoval v rámci své skupiny monopostů (E2-SS) a ve všech sedmi konaných závodech ME v sezóně 2021 v rámci své skupiny vyhrál. S maximálním bodovým ziskem tedy ovládl skupinu E2-SS i absolutní pořadí v rámci kategorie II. V roce 2021 bylo poprvé udělováno hodnocení podle tzv. "Performance faktoru", kde bylo zavedeno společné bodování skupin E2-SS a E2-SC, tedy hodnocení dle absolutního pořadí v jednotlivých závodech. I v rámci tohoto hodnocení "Best performer" zvítězil Christian Merli, když získal čtyři vítězství a tři druhá místa, ze sedmi konaných závodů.

### 2022
Dominantní postavení nejrychlejšího jezdce Evropy potvrdil Christian Merli se speciálem Osella FA30 EVO Zytek LRM i v sezóně 2022, kdy překonal 3 traťové rekordy na tratích mistrovství Evropy v závodech automobilů do vrchu (Francie - Col Saint Pierre, Česko - Ecce Homo Šternberk, Švýcarsko - Saint Ursanne). Ve stejné disciplíně dokázal neohroženě počtvrté získat titul mistra Evropy v kategorii II.

### 2023
V sezóně 2023 se Christian Merli plně soustředil na dosažení dalšího úspěchu v hodnocení mistrovství Evropy v závodech automobilů do vrchu. Ve všech deseti hodnocených závodech sezóny ME zvítězil a s maximálním bodovým ziskem ovládl po páté ve své závodní kariéře hodnocení kategorie II.

### 2024
Christian Merli představil v tomto roce projekt svého startu na americkém závodě Pikes Peak, kterého se zúčastnil s prototypem Wolf Aurobay GB 08 2.0 HP. V závodě Pikes Peak 2024 skončil druhý v celkovém hodnocení a vyhrál v kategorii Unlimited s časem 9:04,954.

## Úspěchy
| Rok  | Šampionát              | Kategorie      | Vozidlo                                   | Výsledek |
| ---- | ---------------------- | -------------- | ----------------------------------------- | -------- |
| 2004 | CIVM                   | E2B            | Lucchini P3-95M BMW (CN)                  |          |
| 2005 | FIA ME                 | II             | Osella PA20S BMW (CN)                     |          |
| 2006 | CIVM                   | E2B            | Osella PA21S Honda (CN)                   |          |
| 2007 | CIVM                   | E2B            | Osella PA21S Honda (CN)                   | 2        |
| 2008 | CIVM                   | E2M            | Lola B99/50 Zytek (E2)                    | 2        |
| 2009 | CIVM                   | E2M            | Lola B99/50 Zytek (E2)                    |          |
| 2010 | CIVM                   | E2B            | Picchio P4 Turbo (E2-SC)                  | 5        |
| 2011 | CIVM                   | E2B            | Picchio P4 Turbo (E2-SC)                  | 1        |
| 2012 | CIVM                   | E2B            | Radical ProSport(E2-SC)                   | 1        |
| 2013 | CIVM                   | E2B            | Osella PA 2000 / Radical ProSport (E2-SC) | 1        |
| 2014 | CIVM                   | E2B            | Osella PA 2000 / Osella PA21s EVO (E2-SC) | 2        |
| 2015 | CIVM                   | E2M            | Osella FA30 EVO RPE (E2-SS)               | 1        |
| 2016 | FIA ME                 | II             | Osella FA30 EVO RPE (E2-SS)               | 2        |
| 2016 | FIA Hill Climb Masters | Cat. 4         | Osella FA30 EVO RPE (E2-SS)               | 2        |
| 2017 | FIA ME                 | II             | Osella FA30 EVO Fortech (E2-SS)           | 2        |
| 2018 | CIVM                   | absolutně      | Osella FA30 EVO Zytek LRM (E2-SS)         | 1        |
| 2018 | FIA ME                 | II             | Osella FA30 EVO Zytek LRM (E2-SS)         | 1        |
| 2018 | FIA Hill Climb Masters | Cat. 4         | Osella FA30 EVO Zytek LRM (E2-SS)         | 1        |
| 2018 | FIA Hill Climb Masters | Nations Cup    | Osella FA30 EVO Zytek LRM (E2-SS)         | 2        |
| 2019 | FIA ME                 | II             | Osella FA30 EVO Zytek LRM (E2-SS)         | 1        |
| 2019 | CIVM                   | absolutně      | Osella FA30 EVO Zytek LRM (E2-SS)         | 2        |
| 2020 | CIVM                   | absolutně      | Osella FA30 EVO Zytek LRM (E2-SS)         | 2        |
| 2021 | FIA ME                 | II             | Osella FA30 EVO Zytek LRM (E2-SS)         | 1        |
| 2021 | FIA ME                 | ES-SS          | Osella FA30 EVO Zytek LRM (E2-SS)         | 1        |
| 2021 | FIA ME                 | Best performer | Osella FA30 EVO Zytek LRM (E2-SS)         | 1        |
| 2021 | CIVM                   | absolutně      | Osella FA30 EVO Zytek LRM (E2-SS)         | 3        |
| 2021 | FIA Hill Climb Masters | absolutně      | Osella FA30 EVO Zytek LRM (E2-SS)         | 1        |
| 2021 | FIA Hill Climb Masters | Cat. 2         | Osella FA30 EVO Zytek LRM (E2-SS)         | 1        |
| 2022 | FIA ME                 | II             | Osella FA30 EVO Zytek LRM (E2-SS)         | 1        |
| 2022 | FIA ME                 | ES-SS          | Osella FA30 EVO Zytek LRM (E2-SS)         | 1        |
| 2022 | FIA ME                 | Best performer | Osella FA30 EVO Zytek LRM (E2-SS)         | 1        |
| 2023 | FIA ME                 | II             | Osella FA30 EVO Zytek LRM (E2-SS)         | 1        |
| 2023 | FIA ME                 | ES-SS          | Osella FA30 EVO Zytek LRM (E2-SS)         | 1        |
| 2023 | FIA ME                 | Best performer | Osella FA30 EVO Zytek LRM (E2-SS)         | 1        |

- CIVM - Mistrovství Itálie v závodech automobilů do vrchu (Campionato Italiano Velocita Montagna)
- FIA ME - FIA Mistrovství Evropy v závodech automobilů do vrchu (FIA European Hill Climb Championship)

## Rekordy tratí závodů do vrchu (jedna jízda)
| Rok  | Stát        | Trať                                            | Délka [m] | Vozidlo                           | Čas     |
| ---- | ----------- | ----------------------------------------------- | --------- | --------------------------------- | ------- |
| 2015 | Itálie      | Vallecamonica (8800m)                           | 8800      | Osella FA30 EVO RPE [E2-SS]       | 3:41,60 |
| 2017 | Chorvatsko  | Buzet                                           | 5001      | Osella FA30 EVO Fortech [E2-SS]   | 2:04,69 |
| 2018 | Španělsko   | Subida Al Fito                                  | 5350      | Osella FA30 EVO Zytek LRM [E2-SS] | 2:25,43 |
| 2018 | Itálie      | Verzegnis - Sella Chianzutan                    | 5640      | Osella FA30 EVO Zytek LRM [E2-SS] | 2:24,22 |
| 2018 | Německo     | Glasbach                                        | 5500      | Osella FA30 EVO Zytek LRM [E2-SS] | 1:58,39 |
| 2018 | Slovensko   | Dobšinský kopec (délka 6810 metrů)              | 6810      | Osella FA30 EVO Zytek LRM [E2-SS] | 2:15,43 |
| 2018 | Itálie      | Luzzi - Sambucina                               | 6150      | Osella FA30 EVO Zytek LRM [E2-SS] | 3:06,15 |
| 2018 | Itálie      | Gubbio - Hill Climb Masters                     | 3310      | Osella FA30 EVO Zytek LRM [E2-SS] | 1:17,85 |
| 2019 | Rakousko    | Rechberg (délka 5050 metrů)                     | 5050      | Osella FA30 EVO Zytek LRM [E2-SS] | 1:50,88 |
| 2019 | Portugalsko | Rampa da Falperra                               | 5200      | Osella FA30 EVO Zytek LRM [E2-SS] | 1:46,94 |
| 2019 | Itálie      | Gubbio - Madonna della Cima                     | 4150      | Osella FA30 EVO Zytek LRM [E2-SS] | 1:32,31 |
| 2020 | Itálie      | Alpe del Nevegal                                | 5500      | Osella FA30 EVO Zytek LRM [E2-SS] | 2:22,66 |
| 2021 | Česko       | Ecce Homo Šternberk (krátká verze)              | 4800      | Osella FA30 EVO Zytek LRM [E2-SS] | 1:47,91 |
| 2021 | Polsko      | Limanowa                                        | 5493      | Osella FA30 EVO Zytek LRM [E2-SS] | 1:49,84 |
| 2021 | Rakousko    | Esthofen - Sankt Agatha                         | 3200      | Osella FA30 EVO Zytek LRM [E2-SS] | 1:00,77 |
| 2021 | Portugalsko | Rampa da Falperra - Hill Climb Masters          | 2970      | Osella FA30 EVO Zytek LRM [E2-SS] | 1:02,03 |
| 2022 | Francie     | Col Saint Pierre                                | 5001      | Osella FA30 EVO Zytek LRM [E2-SS] | 2:13,46 |
| 2022 | Česko       | Ecce Homo Šternberk                             | 7800      | Osella FA30 EVO Zytek LRM [E2-SS] | 2:39,80 |
| 2022 | Německo     | Internationale Osnabrücker ADAC Bergrennen      | 2030      | Osella FA30 EVO Zytek LRM [E2-SS] | 0:49,81 |
| 2022 | Švýcarsko   | Saint Ursanne - Les Rangiers                    | 5180      | Osella FA30 EVO Zytek LRM [E2-SS] | 1:39,20 |
| 2023 | Španělsko   | Subida Chantada                                 | 4300      | Osella FA30 EVO JUDD LRM [E2-SS]  | 1:37,41 |
| 2023 | Itálie      | Cividale - Castelmonte (varianta se 3 šikanami) | 6395      | Osella FA30 EVO JUDD LRM [E2-SS]  | 3:01,84 |
| 2025 | Rakousko    | Rechberg (délka 4440 metrů)                     | 4440      | Nova Proto NP01 [cat. 2/ P1]      | 1:43,19 |